# Fastfood

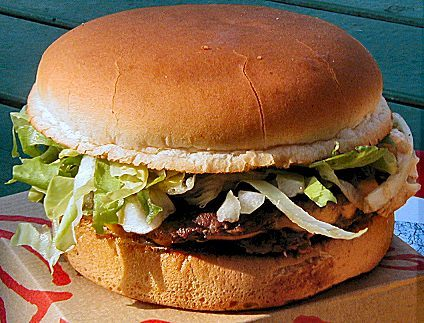
Hamburger

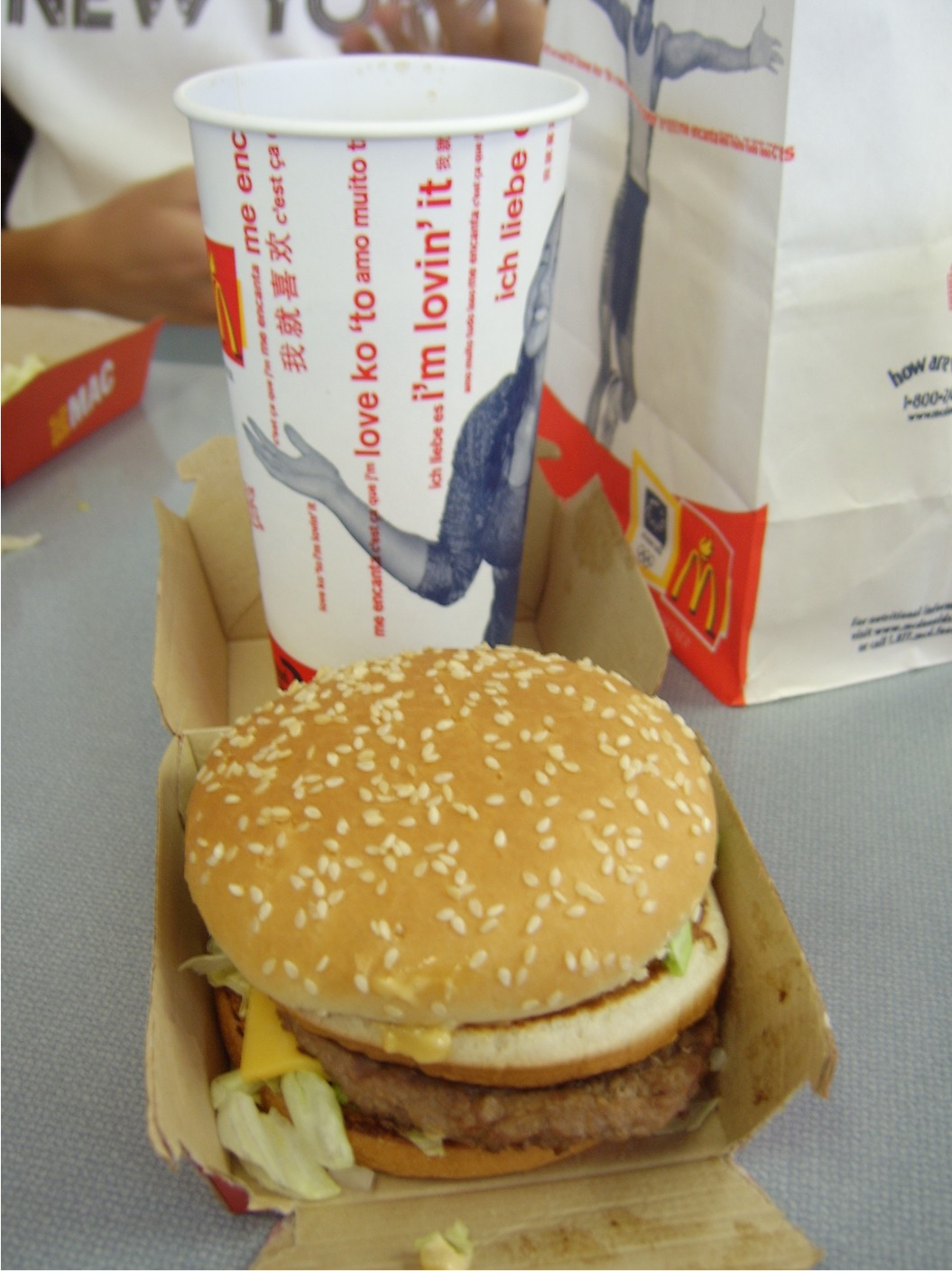
McDonald's

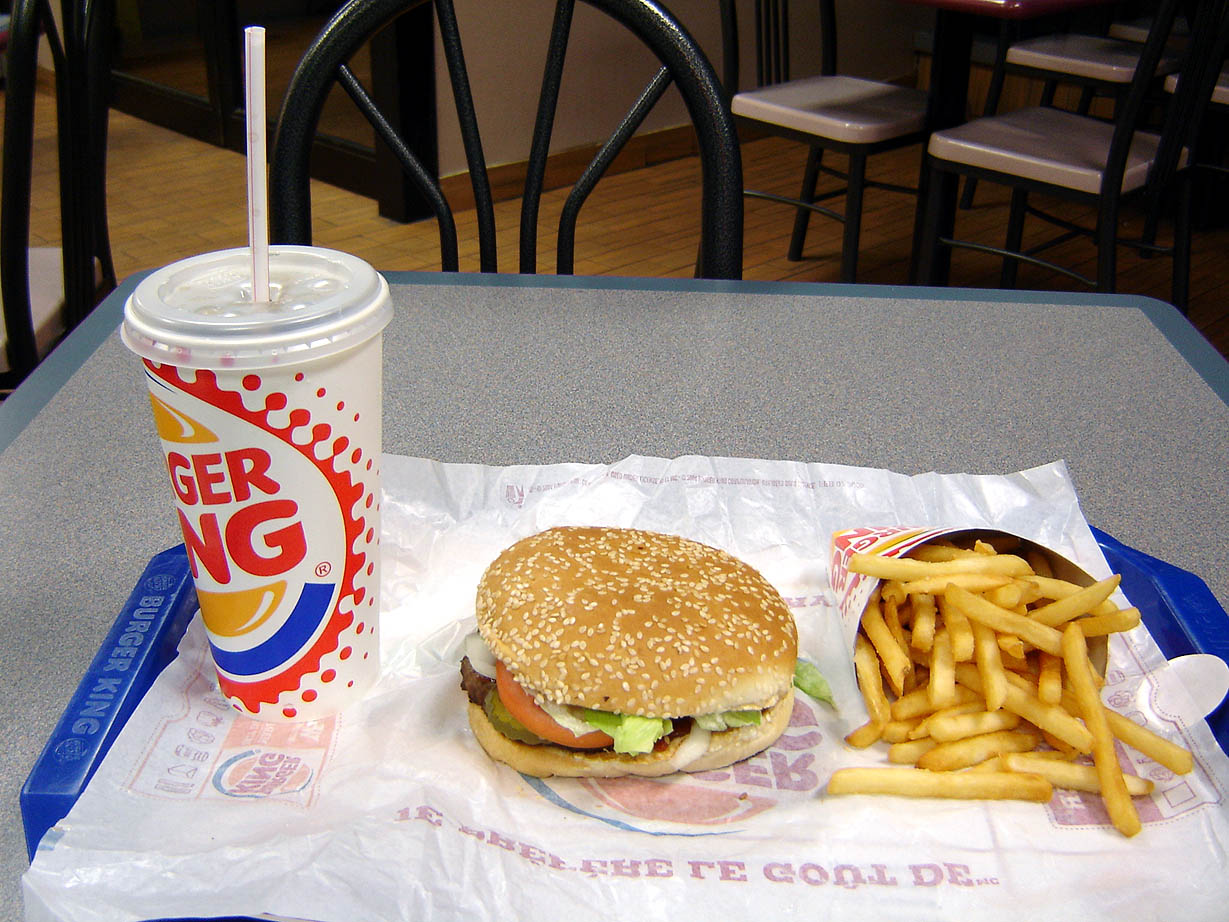
Burger King

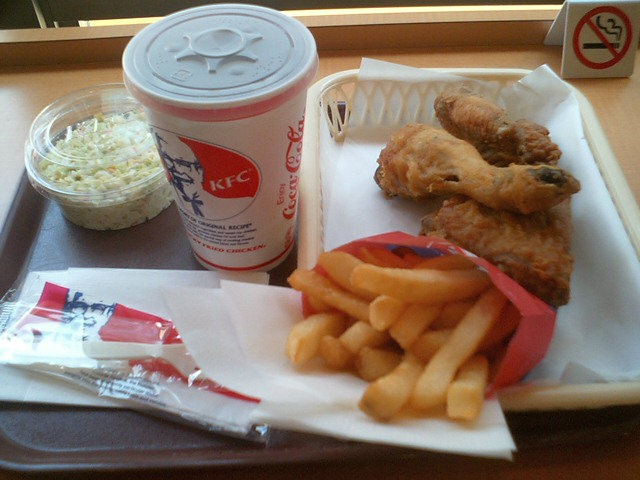
Kentucky Fried Chicken

Fastfood (ook wel: gemaksvoedsel) is een verzamelnaam voor voedsel dat snel bereid en geserveerd wordt en relatief goedkoop is. Het wordt doorgaans verkocht bij daarvoor gespecialiseerde restaurants en kraampjes zoals snackbars.
De fastfoodindustrie is gegroeid doordat mensen minder tijd nemen om zelf te koken.

## Voorbeelden
Fastfood omvat een groot aantal verschillende soorten voedsel.
In Europese landen en de Verenigde Staten kent men als fastfood vooral friet, kroketten, frikandellen, eierballen, bamischijven, nasischijven, hamburgers, pizza's en broodjes met gyros, döner kebab, shoarma of falafel en fish and chips.
In Aziatische landen staan andere gerechten als fastfood bekend. Zo zijn er in Japan veel eetgelegenheden waar sushi kan worden genuttigd als snelle hap. Ook noedels, rijst en vleesgerechten uit onder andere de Chinese keuken gelden in Azië als fastfood.
In het Midden-Oosten zijn vooral kebab en shoarma populair als fastfood.

## Geschiedenis

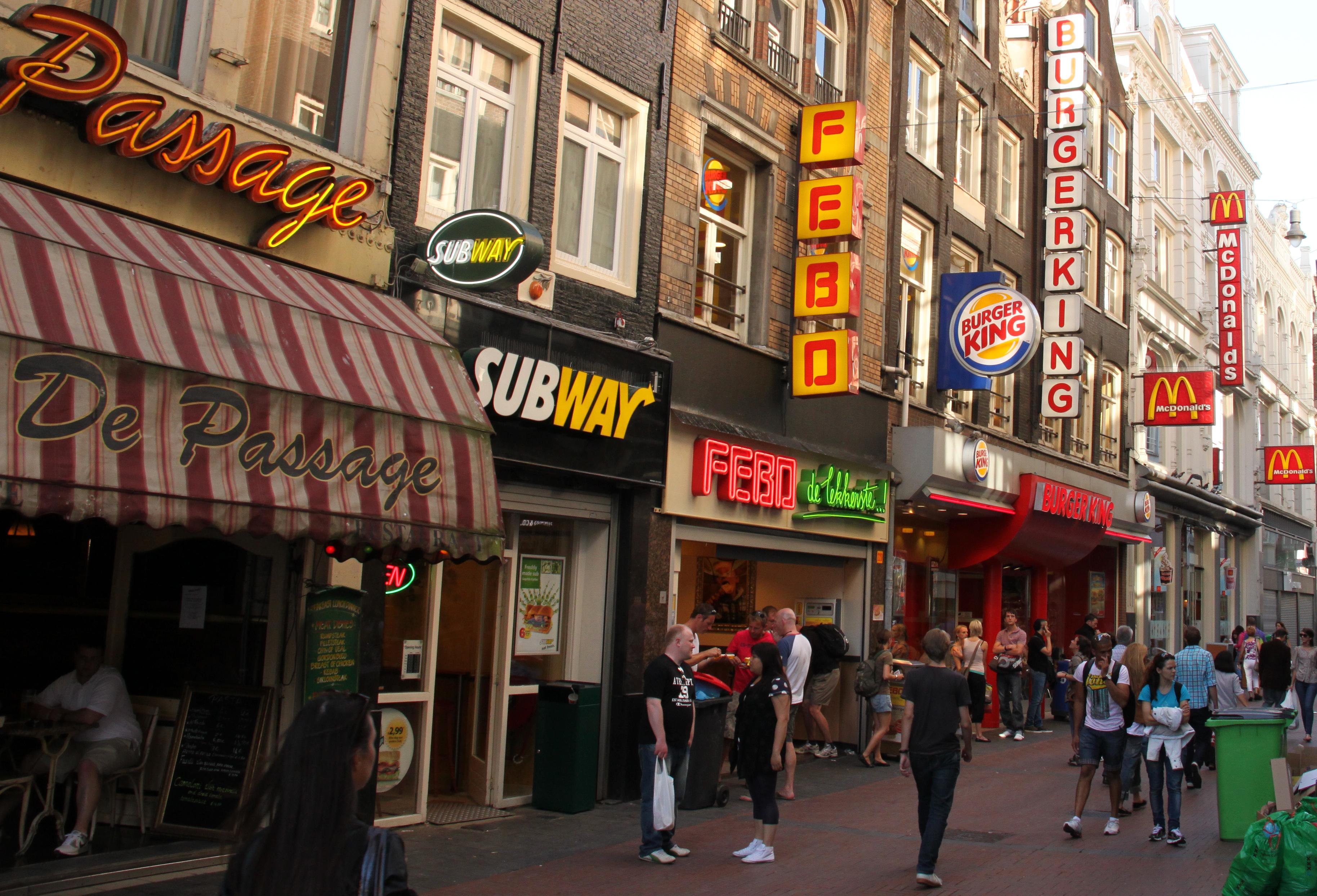
Fastfoodketens naast elkaar in Amsterdam.

Het concept van snel klaar te maken gerechten die bij speciale verkooppunten te krijgen zijn is al oud. Reeds in het Romeinse Rijk waren in de grote steden gaarkeukens en kraampjes waar brood en wijn werd verkocht. Vooral de arme burgerij was van straatverkopers afhankelijk voor hun voeding. De verkopers verkochten naast brood en wijn ook porties gekookte groente zoals paprika.
In de middeleeuwen trof men in grote steden als Parijs en Londen ook verkopers aan die voedsel verkochten op straat, zoals taarten, wafels, pannenkoeken en graanproducten. In plaatsen gelegen aan zee omvatte dit “fastfood” vaak ook vis, zalm en andere zeedieren.
Tegen die kraampjes en venters met hapjes bestond wel wantrouwen op het vlak van hygiëne. Het bedrijf White Castle, in 1921 opgericht door Billy Ingram en Walter Anderson in Wichita, Kansas, speelde daarop in. Het smetteloze wit van het interieur en de kleding van de koks, de open keuken en het beperkte assortiment bleken een succesformule. White Castle wordt daarom gezien als de eerste fastfoodketen ter wereld.
Vanaf de jaren 1950 deden ook drive-in restaurants hun intrede in Amerika. Andere ketens van fastfoodrestaurants volgden. Enkele ontwikkelden zich tot grote multinationals, zoals McDonald's, Burger King, Pizza Hut, Kentucky Fried Chicken (KFC) en Subway. Een grote Nederlandse fastfoodketen is Febo. In België is het bekendste voorbeeld Quick.

## Gezondheid
Fastfood is vaak onderwerp van kritiek. Zo is het doorgaans te vet en te arm aan vitamines en andere goede voedingsstoffen. Vooral transvetten in fastfood zijn slecht voor de gezondheid. In 2004 werd het ongezonde aspect van fastfood belicht door de film Super Size Me van Morgan Spurlock. Omdat afspraken in het Preventieakkoord onvoldoende effect zouden gaan hebben, adviseerden deskundigen van het Rijksinstituut voor Volksgezondheid en Milieu in 2021 het kabinet ervoor te zorgen dat op minder plaatsen fastfood kan worden verkocht. Dit zou een van de effectiefste maatregelen zijn in het streven naar een betere volksgezondheid.
Tegenover fastfood staat een beweging/organisatie die zich Slow Food noemt.
Verscheidene fastfoodketens weren zich tegen deze kritiek door gezonder voedsel in hun assortiment op te nemen.
In mei 2021 verscheen een Europees onderzoek van Stichting Tegengif waarin werd aangetoond dat in fastfood wegwerpverpakkingen op grote schaal PFAS worden gebruikt. Dit was niet meer het geval in Denemarken, waar het gebruik ervan is verboden sinds juni 2020.